# Бои при Намасигуэ

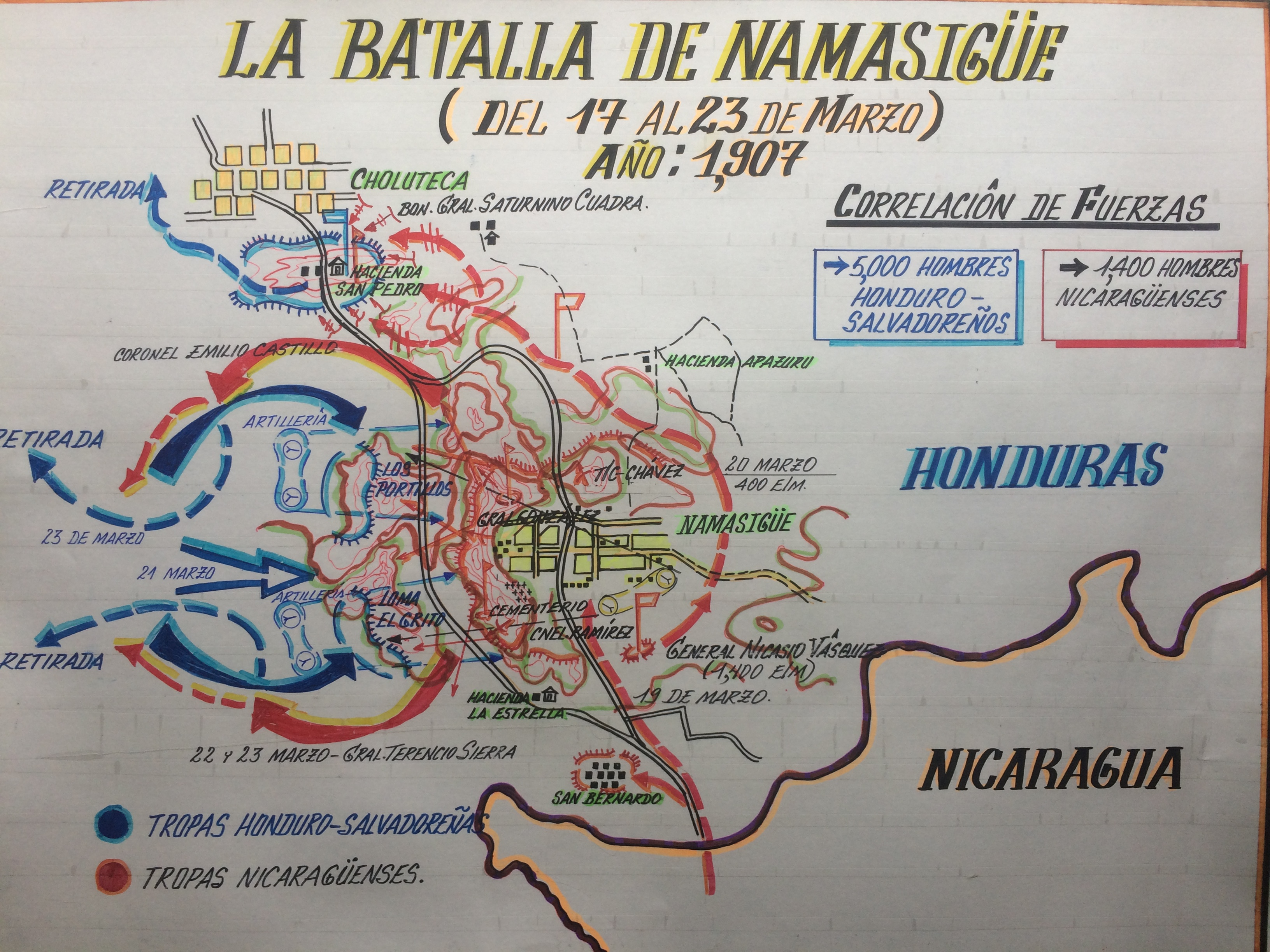
Карта боёв при Намасигуэ

Бои при Намасигуэ (исп. Batalla de Namasigüe) — боевые действия, происходившие с 17 по 23 марта 1907 года на юге Гондураса во время никарагуано-гондурасско-сальвадорской войны. Стали крупнейшей военной акцией этого конфликта.
Во время гражданской войны в Гондурасе правительственные войска, преследовавшие повстанцев, в январе 1907 года вошли на территорию Никарагуа в деревне Лос-Кальпулес, вызвав пограничный инцидент. Воспользовавшись этим инцидентом как предлогом и столкнувшись с отказом властей Гондураса компенсировать ущерб, причиненный в ходе вторжения их войск, президент Никарагуа Хосе Сантос Селайя мобилизовал свою армию, которая в феврале 1907 года вторглась в Гондурас. Сальвадор, союзник Гондураса, вмешался в конфликт и послал армию из 3000 человек под командованием генерала Хосе Долореса Пресы для борьбы с никарагуанцами.
Решающее сражение произошло при Намасигуэ, в департаменте Чолутека. Три тысячи сальвадорцев и 1500 гондурасцев, которыми совместно командовали Мануэль Бонилья и Хосе Долорес Преса, столкнулись в боях с 1500 никарагуанцами генерала Аурелио Эстрады Моралеса. Никарагуанская армия, уступавшая в численности, была вооружена более современным оружием, в частности, пулеметами «Максим» и «Гатлинг», и впервые использовала их в завязавшихся боях. 
Бои начались в воскресенье, 17 марта, взаимным артиллерийским обстрелом позиций, не причинившим никакого ущерба противнику. 18-го числа союзники пытались силами пехоты прорвать в центре линию обороны никарагуанцев, но, несмотря на атаки, продолжавшиеся до семи тридцати вечера, не смогли этого сделать. Огонь пулеметов опустошал их ряды. Утром 19 марта подошли никарагуанские резервы, и бои продолжались весь день, при этом позиции, защищаемые никарагуанцами, оставались неизменными. 20 марта никарагуанцы (400 человек) перешли в контрнаступление на правом фланге противника и выбили его подразделения с позиций. 21 марта силы союзников осуществили фланговое движение вокруг центра никарагуанцев, заняли холм Эль-Грито и другие, откуда открыли артиллерийский огонь с целью прорвать линию обороны, главным образом в Лос-Портильосе. Благодаря ответному эффективному пулеметному огню никарагуанцы сумели отбить атаки. 22 марта никарагуанцы провели обходной маневр в сторону арьергардных позиций противника и утром 23-го атаковали их. После семи дней боёв союзникам пришлось отступить. 
Никарагуанцы начали преследование и 27 марта вошли в Тегусигальпу, столицу Гондураса. Президент Бонилья отказался от власти и отправился в эмиграцию.